# Albestroff
Albestroff é uma comuna francesa na região administrativa de Grande Leste, no departamento de Mosela. Estende-se por uma área de 19,3 km². Em 2010 a comuna tinha 664 habitantes (densidade: 34,4 hab./km²).